# Визябож (деревня)
Визябож — деревня в Корткеросском районе республики Коми в составе сельского поселения Додзь.

## География
Расположена на левом берегу Вычегды примерно в 15 км по прямой на запад-юго-запад от районного центра села Корткерос.

## История
Известна с 1784 года как деревня из 6 дворов и с 28 жителями. В 1859 году здесь 18 дворов и 99 жителей, в 1916 — 42 и 184, в 1926 — 61 и 254, в 1970 — 194 жителя, в 1989 — 127.

## Население
Постоянное население составляло 155 человек (коми 71 %) в 2002 году, 127 — в 2010.